# 丁雯靜
丁雯靜（1969年6月2日—），生於台灣雲林臺西鄉海口，記者，中國文化大學經濟學系學士，國立臺灣大學三民主義研究所碩士，曾任職東森電視、傳訊電視中天頻道和鳳凰衛視。現為紀錄片製作人，現任長天傳播總經理。其夫夏樂祥。

## 簡歷
丁雯靜就讀中國文化大學經濟學系期間，參加了周奕成領導的中國文化大學學運社團「草山學會」，還被推出來參選最後一屆代聯會主席，雖然她最後以2票之差落選，卻開啟了她關心公共事務的大門。丁雯靜從國立臺灣大學三民主義研究所碩士班畢業後擔任記者，主跑財經，曾陪同台塑關係企業創辦人王永慶拜訪前南韓總統金泳三。
2000年，鳳凰衛視在台北市設台北記者站，丁雯靜為開站記者之一；2005年，丁雯靜因協力製作《鳳凰大視野》，到香港和《鳳凰大視野》製作統籌黃海波開會，是她首次踏進鳳凰衛視總部。
丁雯靜任職鳳凰衛視台北分公司製作人期間，開始製作以中華民國歷史為主題的紀錄片。
2004年，與游本嘉、洪慧真共同製作鳳凰衛視紀錄片《1949大遷徙》。
2005年，與蘇靜芬製作鳳凰衛視紀錄片《蔣氏父子在台歲月》。
2006年，與唐一寧製作鳳凰衛視紀錄片《邊緣戰爭：二戰下的台灣》與《民國人物在台歲月 (上)》。
2007年，製作鳳凰衛視紀錄片《民國人物在台歲月 (下)》，與唐一寧共同製作鳳凰衛視紀錄片《台灣天空的秘密：衣復恩和他的飛行弟兄們》。
2008年，與唐一寧、蕭維文製作鳳凰衛視紀錄片《家春秋：民國蔣宋孔家族往事》。
2009年，離開鳳凰衛視，於中時媒體集團底下的長天傳播擔任總經理一職，與長天傳播總監余明洙共同監導製作紀錄片。
2010年，發表《黃金密檔》。
2011年，發表與唐一寧和譚端共同製作之紀錄片《最後島嶼：台灣防衛戰1950-1955》，於中天新聞台發表，獲得第47屆金鐘獎教育文化節目獎。
2012年，發表與洪慧真共同製作之紀錄片《驚濤太平輪：1949東方鐵達尼號沉船之謎》。
2013年2月，發表與唐一寧共同製作之紀錄片《台灣人在滿洲國》。
2010年11月28日，中天電視空手道道館參加台北市威任盃空手道錦標賽，道館成員之一的丁雯靜獲得女子組個人冠軍。
2011年3月27日，長天傳播與TVBS合作、丁雯靜製作的紀錄片《黃金密檔》舉行全球首映記者會，引起熱烈回響。中國中央電視台（央視）隨即致電邀訪丁雯靜，丁雯靜得知央視邀訪題目《蔣介石偷運黃金內幕》後表示，她不能接受「偷運」二字，她不能失去立場，只好婉拒邀訪；央視向她表明，要「請示領導」才能決定題目；沒想到半小時後，央視同意把「偷運」二字改為「密運」。2011年4月2至4日，TVBS新聞台全球首播《黃金密檔》。
2011年9月14日，丁雯靜表示，《最後島嶼》是《1949大遷徙》的延續，當年《1949大遷徙》拍攝到海南島遷徙部分因缺乏經費而無法實地查訪，「因此埋下了我們拍攝《最後島嶼》的引子。」她同時表示，「我只是在做歷史補強工作：哪裡有空白，就填滿哪裡」，歷史需要不斷補強，《最後島嶼》是長天傳播首次有系統整理分析1950至1955年間台灣冷戰時期的島嶼戰爭，「這是民間自發性的一部紀錄片，代表旺旺中時媒體集團送給台灣人民的百年獻禮。」
2012年10月4日，丁雯靜出席yam蕃薯藤舉辦的《你一定要關注的101個大陸人》記者會，她表示：台灣人長期對中國大陸的忽略與漠視，來自心理上的自大與自卑：「很多人覺得：台灣很好，所以不需要知道中國太多事情。事實上，我認為主要原因是：我們感覺自己還很好。可是這樣覺得自己很好很大的心理狀態，可能也包含了自卑，這個自卑是很細微的。」她也提醒大家，不論你對中國的稱呼為何，不論你把中國視為敵人或朋友，都應該抱持開放的心胸去看待中國大陸，「如果我們是這樣來面對中國，我們可以有很大的力量可以再往上躍進。」
2012年10月31日，丁雯靜說，《最後島嶼》獲得第47屆金鐘獎教育文化節目獎，她在頒獎典禮上感謝旺旺中時媒體集團董事長蔡衍明，事後很多人上網罵她，但她一點都不在意，她是學運出身，「我的性格裡也有江湖與正義的因子。我來自海口鄉下，人與人間只有相挺。參加學運時，有時支持的只是那個人的理念，有時候只是因為他是我的朋友。」她認為，蔡衍明充滿委屈：「他喜歡歷史，我們聊他的家族、個人創立史。我去分析他成功的原因，就是掌握『義氣』兩字。……江湖的人說話很直的，要說就要說清楚。就像釣魚台事件，他說：『台灣不能讓人看衰小！』這是他的語言模式，講話生猛有力，所以我說他是男子漢；但台灣媒體很容易誤會，讓他充滿委屈感。我之所以感謝他，因為紀錄片很燒錢，一年燒掉（新台幣）好幾千萬（元）；即便不賺錢，要有回收、平衡甚至利潤都很難；但他都全力支持，這在台灣很難得。」她又說，台灣對中國大陸太不了解：「我做紀錄片觀察發現，只有『有野心的人』才會想要了解別人，台灣人缺乏野心。你去認識、喜歡大陸，不代表你不愛台灣。你不能畫地自限。台灣不能鎖在這裡，不能自哀自憐。」
2012年11月1日，丁雯靜提到「反旺中」的反媒體壟斷運動，說：「董事長（蔡衍明）是真的愛台灣。何況比我們更有力量的媒體多得是，『反旺中』就是那些學者以一些理論套在現實上所想像出來的。」她坦言，之所以拍攝《1949大遷徙》，是因為她覺得2004年「陳水扁操作族群太過分」，她想要為族群和解做點事，沒想到卻一頭掉進這個領域裡，許多外省人的故事紛紛出現在她的四周，這些生命故事還成了她生活的主題。她說，她給自己的使命就是「為兩岸搭起更扎實的橋樑」，也就是「俏紅娘」的角色，讓台海兩岸早日往一家邁進；她也告訴北京的朋友：「最高明的政治手段，不是強壓，而是籠絡人心；因為這不費一兵一卒，永遠不用擔心（台灣）搞獨立。」
2012年12月19日，丁雯靜應國立政治大學邀請分享《最後島嶼》製作的經驗與感觸。丁雯靜說，希望自己所做的歷史紀錄能夠放到一百年後仍不褪色，畢竟每個時代有不一樣的價值觀念；假如拍攝時帶入當代的價值觀，會不容易為後世所接受；想要保持客觀，必須「去形容詞」，因為形容詞含有解釋的意味。她說：「以前，權力者的歷史才是主流歷史，」甚至還有勝者與敗者等其他詮釋立場；現在追求「去立場」，盡可能還原整個歷史的原貌，是身為紀錄片工作者相當重視的要點。她說：「我們都是在過往的歷史一步一步走過來的」，我們能藉由紀錄片認識過往，同時也較明白現在的自己是建構在怎樣的時間洪流而後誕生的。論及「紀錄片中的影像與所記述的年代是否有出入」的問題，她說，這是紀錄片工作者的痛，畢竟有些資料找不到相應的畫面，又不想用空鏡頭帶過時，就可能擷取其他影像史料的畫面，比如士兵奔跑；「如果沒有指涉時，可以稍微帶過；但就教育性質而言，這的確是不當的。」她說，如果是直接的史料畫面，會有明確文字指出其內容，避免混淆視聽。

## 爭議事件
2016年9月27日，於梅姬颱風過境期間，當天上午高雄市左營區舊城國民小學一名戴姓女教師因左手手指指甲不慎遭門夾傷，送國軍高雄總醫院左營分院治療。由於戴姓女教師僅指甲破裂，急診檢傷分級不屬於需緊急開刀的病患，故安排至9月29日手術。因戴女為丁雯靜友人，丁雯靜當天下午4點45分先在其臉書發文批評國軍高雄總醫院左營分院「沒醫德」並要求將該院決策人員「揪出來」，後因遭到網友批評而自行刪除文章。稍後，丁女又在當天下午6點左右再度發文自清，並提及高雄市政府教育局局長范巽綠曾介入關心並協調戴姓教師轉至高雄長庚醫院治療。惟批評聲浪仍未停歇，丁雯靜於晚間關閉個人臉書並不再回應外界疑問。

## 外部連結
- 鳳凰衛視丁雯靜專欄（页面存档备份，存于）
- 凤凰博报－丁雯靜
- 痞客邦長天傳播官方部落格（页面存档备份，存于）